# Peñacerrada
Peñacerrada in castigliano e Urizaharra in basco, è un comune spagnolo  situato nella comunità autonoma dei Paesi Baschi.